# 나는 몸신이다
《나는 몸신이다》는 채널A에서 매주 목요일 밤 8시 10분에 방영했던 예능 프로그램이다.

## 역대 방송시간
- 2014년 12월 17일 ~ 2016년 12월 21일 : 매주 수요일 밤 11시
- 2016년 12월 27일 ~ 2023년 5월 25일 : 매주 화요일 밤 9시 50분
- 2023년 6월 1일 ~ 2023년 9월 28일 : 매주 목요일 밤 8시 10분

## MC

### 시즌 1 MC
- 정은아

### 시즌 2 MC
- 강호동

## 고정 패널
- 허경환 (개그맨)
- 김민아 (배우)
- 아유미 (가수)
- 다영 (가수)
- 홍희연 (한의사)
- 이종민 (의사)
- 김일천 (의사)
- 서동주 (의사)

## 관련 프로그램
- 생로병사의 비밀 (KBS 1TV)
- 비타민 (KBS 2TV)
- 명의 (EBS 1TV)
- 닥터의 승부 (JTBC)
- 엄지의 제왕 (MBN)
- 내 몸 사용설명서 (TV조선)
- 내 몸 플러스 (TV조선)